# Malayemys
Malayemys es un género de tortugas de la familia Geoemydidae. Las especies de este género se distribuyen por el sudeste de Asia.

## Especies
Se reconocen las siguientes tres especies:
- Malayemys khoratensis Ihlow, Vamberger, Flecks, Hartmann, Cota, Makchai, Meewattana, Dawson, Kheng, Rödder & Fritz, 2016 - Nordeste de Tailandia.
- Malayemys macrocephala (Gray, 1859) - Camboya, oeste de Malasia, Birmania y Tailandia.
- Malayemys subtrijuga (Schlegel & Müller, 1844) - 	Sur de Vietnam, Camboya, este de Tailandia, Laos, e introducida en Indonesia.